# Erik Gustaf Sturnegk
Erik Gustaf Sturnegk, född 18 mars 1772 i Linköping, Östergötlands län, död 1 april 1855 i Södermanlands län, var en svensk borgmästare, riksdagsledamot och politiker.

## Biografi
Erik Gustaf Sturnegk föddes 1772 i Linköping. Han var son till sadelmakaren Erik Zetterström och Anna Katarina Hallberg. Sturnegk blev 1791 student vid Uppsala universitet och arbetade från 1795 till 1802 vid Krigskollegium. Han var från 1799 till 1803 kamrer på Gripsholms slott och från 1815 till 1853 slottsförvaltare på slottet. Sturnegk var från 1802 till 1832 borgmästare i Mariefreds stad och fick 1818 lagmans namn. Han avled 1855 på Herrökna säteri tidigare Ökna i Södermanlands län.
Sturnegk var riksdagsledamot för borgarståndet i Mariefred vid urtima riksdagen 1810 och riksdagen 1812.

### Familj
Sturnegk gifte sig 1803 med Anna Albertina Thunberg.